# ズデンコ・コドリッチ
ズデンコ・コドリッチ（1949年6月3日 - ）は、スロベニアの小説家、記者。プトゥイ出身。リュブリャナ大学行政学部卒。
記者としてスロベニアの新聞ヴェチェールに入社、後にスロベニアの雑誌７Dの編集者、現在ヴェチェールの特派員。